# Weitblick (Organisation)
Weitblick ist eine deutsche Studierendeninitiative, die sich für einen weltweit gerechteren Zugang zu Bildung einsetzt. Sie ist als gemeinnützig anerkannt und arbeitet unabhängig und überparteilich.

## Ziele und Geschichte
Ziel der Initiative ist es, Studierenden aller Fachrichtungen die Möglichkeit zu bieten, sich neben dem Studium und der Berufsorientierung zu engagieren und ihr Wissen und ihre Fähigkeiten für soziale Projekte einzusetzen. Dabei liegt der Fokus insbesondere auf den Themen Bildung und Entwicklungspolitik. Weitblick versucht durch die Vereinsarbeit das Bewusstsein der Studierenden für eine soziale Verantwortung zu schärfen. Der erste Weitblick-Verein wurde am 29. Februar 2008 von rund 40 Studierenden in Münster ins Leben gerufen.

## Aufbau und Struktur

### Lokale Stadtvereine
Inzwischen bestehen insgesamt 15 Hochschulgruppen in Deutschland. Diese sind jeweils eigenständige, eingetragene Vereine. Alle Vereine sind als gemeinnützig anerkannt. Jede lokale Initiative wählt die von ihr unterstützten Projekte selbstständig aus.

### Bundesverband
Zur Koordination und zum gegenseitigen Austausch schufen die einzelnen Ortsvereine 2011 den Bundesverband Weitblick e. V. Sitz des Bundesverbandes ist 48143 Münster, Universitätsstraße 14–16. Die einzelnen Stadtvereine sind Mitglied im Bundesverband. Auch dieser ist als gemeinnützig anerkannt. Er wird vertreten durch den Bundesvorstand.
Der Bundesverband ist Gründungsmitglied des Verbands deutscher Studierendeninitiativen (VDSI).

### Alumniverein
Im Juni 2015 wurde der bundesweit agierende Alumniverein Weitblick Plus gegründet.

## Projekte im Ausland
Weitblick fördert die Schul- und Berufsausbildung von Kindern und Jugendlichen in über 20 Staaten, vor allem in Afrika, Asien und Lateinamerika. Zu den Maßnahmen gehören insbesondere der Neubau von Infrastrukturprojekten wie Schulgebäuden oder Bibliotheken sowie die finanzielle und personelle Förderung von bereits bestehenden Bildungseinrichtungen und Projekten.
2009 wurde in der beninischen Gemeinde Dogbo in Zusammenarbeit mit dem Verein ProDogbo und der dazugehörigen beninischen NGO ESI (education service international) das erste Weitblick-Schulgebäude errichtet. Inzwischen sind zehn weitere Schulkomplexe (zwei Klassenzimmer und ein Lehrerzimmer) und eine Ausbildungswerkstatt in Benin hinzugekommen. Auch mit dem zweiten Projektpartner in Benin, Sonafa, wurden bislang 3 Schulkomplexe finanziert. Das bislang umfangreichste unterstützte Vorhaben ist die Neuerrichtung eines Campus (Schlafgebäude und ein Vorlesungsgebäude, sowie ein Basketball und ein Fußballplatz) für die Universität d'Abomey-Calavi nahe der beninischen Hauptstadt Porto-Novo, welches Weitblick unter dem Motto Uni baut Uni betreibt. Auch in Kambodscha wurden zwei Schulgebäude finanziert. Darüber hinaus wurden in Kenia und Indonesien jeweils eine Schule finanziert und zwei Schulgebäude inklusive Cafeteria in Honduras. In Madagaskar wird ein Schul- und Freizeitzentrum mit verschiedenen kleineren Projekten gefördert. Aktuell sind die Projekte in Kenia und Indonesien abgeschlossen, aktiv sind Stand November 2019 die Projekte in Benin, Honduras, Kambodscha und Madagaskar.
Auch in Ghana finanzierten Weitblick-Ortsgruppen ein Schulbauprojekt.

## Vereinsarbeit in Deutschland
Weitblick setzt sich auch im Inland für gesellschaftliche und soziale Projekte ein. So übernehmen etwa Vereinsmitglieder Bildungspatenschaften für Schulkinder und unterstützen weitere Lernprojekte für Grundschüler. Für Studierende und andere junge Erwachsene organisiert Weitblick in Deutschland Bildungsfahrten, Podiumsdiskussionen und Workshops. Darüber hinaus veranstaltet die Initiative beispielsweise Spendenläufe, Ausstellungen, Partys, Konzerte und Theaterstücke, deren Einnahmen in die jeweiligen Projekte fließen. Seit 2014 ist Weitblick Ausrichter des Science-Slam in Münster.

## Schirmherrschaft, bekannte Mitglieder und Unterstützer
Die Schirmherrschaft des Weitblick Stadtvereins in Münster hat Heribert Meffert übernommen. In Hannover fungiert Universitätspräsident Erich Barke als Schirmherr. Zu den bekannten Mitgliedern und Unterstützern der Initiative gehören auch die Hochschullehrer Manfred Krafft, Jürgen Götze und Jörg Baetge, der Fußball-Weltmeister Mario Götze, das Topmodel Toni Garrn, der Schriftsteller Fridolin Schley sowie der Comedian und Moderator Oliver Welke.

## Auszeichnungen
- 2010: DHL-Innovation Zusatzpreis[25]
- 2011: Studierendenpreis für außergewöhnliches Engagement der Universität Münster[26]
- 2011: Förderpreis Ideen Initiative Zukunft von dm und der Deutschen UNESCO-Kommission[27]
- 2011: 1. Preis des DINI-Ideenwettbewerbs Studentische Netzwerke: kreativ – mobil – kooperativ[28]
- 2011: 1. Preis des Bürgerpreises der Initiative für mich, für uns, für Bonn[29]
- 2011: Bürgerpreis der Stiftung Bürger für Münster in Bronze[30]
- 2011: Preisträger des Projekts NRW denkt nach(haltig) der Ministerin für Bundesangelegenheiten, Europa und Medien des Landes Nordrhein-Westfalen unter Leitung des Grimme-Instituts[31]
- 2012: Preisträger beim Wettbewerb Anstiften! Gute Ideen für Bonn der Bürgerstiftung Bonn[32]
- 2012: Hauptpreis der Stiftung Filippas Engel[33]
- 2012: Bundesauswahl startsocial[34]
- 2014: Studentenwerkspreis Hannover[35]
- 2014: HelferHerzen – Der dm-Preis für Engagement für Weitblick Berlin und Weitblick Hannover
- 2014: Auszeichnung Voll engagiert! der Bezirksregierung Arnsberg[36]
- 2014: Bürgerpreis der Stiftung Bürger für Münster in Silber[37]
- 2014: Gemeinsam aktiv – Bürgerengagement in Hessen, Initiative des Monats November der Landesregierung Hessen für Weitblick Marburg[38]
- 2015: „Unbezahlbar und freiwillig – der Niedersachsenpreis für Bürgerengagement“ für Weitblick Hannover[39]
- 2017: „Initiativpreis der Universitätsgesellschaft Bonn (UGB)“ für Weitblick Bonn[40]
- 2018: „Preis der Freunde“ für gesellschaftliches Engagement für Weitblick Heidelberg[41]
- 2018: „Jugendpreis Bürgerpreis 2018“ der Stiftung „Bürger für Münster“ für Weitblick Münster[42]
- 2019: 3. Platz des Ehrenamtspreises vom Bistum Münster für Weitblick Münster[43]